# Hojo Ujikuni
Hojo Ujikuni (北条氏邦; 1541 - 1597) was een samoerai tijdens de Japanse Sengoku-periode. Hij was de derde zoon van Hojo Ujiyasu. 
Ujikuni was een belangrijke commandant bij de invasie van de provincie Kozuke. Hij was verder kasteelheer van kasteel Hachigata in de provincie Musashi, dat twee keer belegerd zou worden, in 1568 en in 1590.
Nadat hij zijn kasteel was verloren aan Toyotomi Hideyoshi, hielp Ujikuni bij de verdediging van de thuisbasis van de Hojo-clan, kasteel Odawara. Het beleg van Odawara zou de laatste slag zijn van de Hojo en het einde betekenen van hun macht en invloed.